# Mecaderochondria pilgrimi
Mecaderochondria pilgrimi är en kräftdjursart som beskrevs av Ho och Masahiro Dojiri 1987. Mecaderochondria pilgrimi ingår i släktet Mecaderochondria och familjen Chondracanthidae. Inga underarter finns listade i Catalogue of Life.